# Otto Braun (Lyriker)

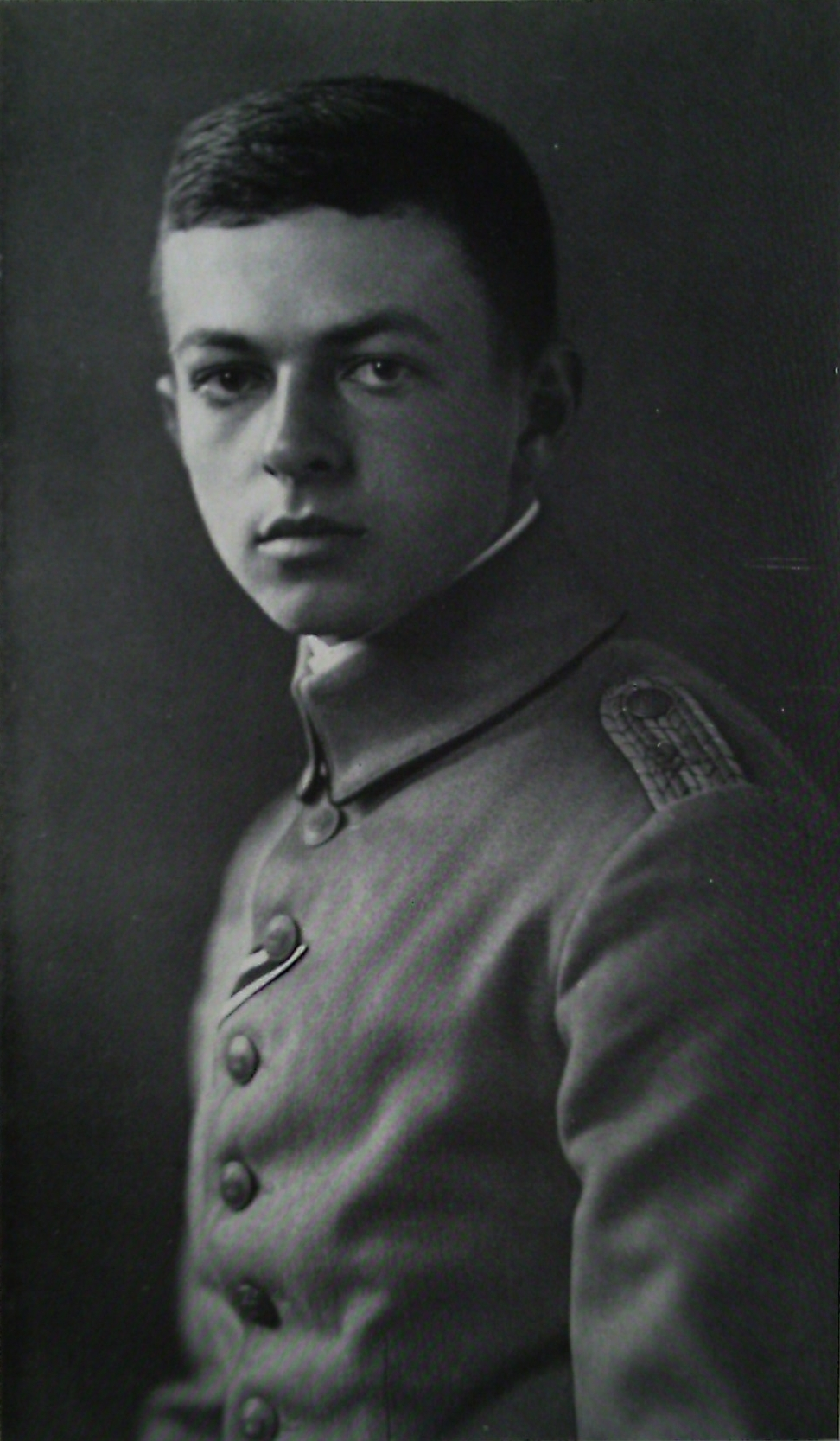
Der 20-jährige Ordonnanzoffizier Otto Braun mit Eisernem Kreuz, 1917/18

Otto Braun (* 27. Juni 1897 in Berlin; † 29. April 1918 bei Marcelcave, Département Somme, Frankreich) war ein deutscher Lyriker. Zu seinen Lebzeiten wurde, ohne sein Wissen und Einverständnis, nur ein Gedicht in einer Zeitschrift veröffentlicht. Nach dem Ersten Weltkrieg hingegen wurden seine Werke posthum in Deutschland, Großbritannien und den Vereinigten Staaten publiziert und waren recht populär, in Deutschland sogar ein Bestseller. Er wurde beispielsweise von Autoren wie Rudolf Borchardt, Hugo von Hofmannsthal und Rudolf Alexander Schröder lobend wahrgenommen.

## Leben

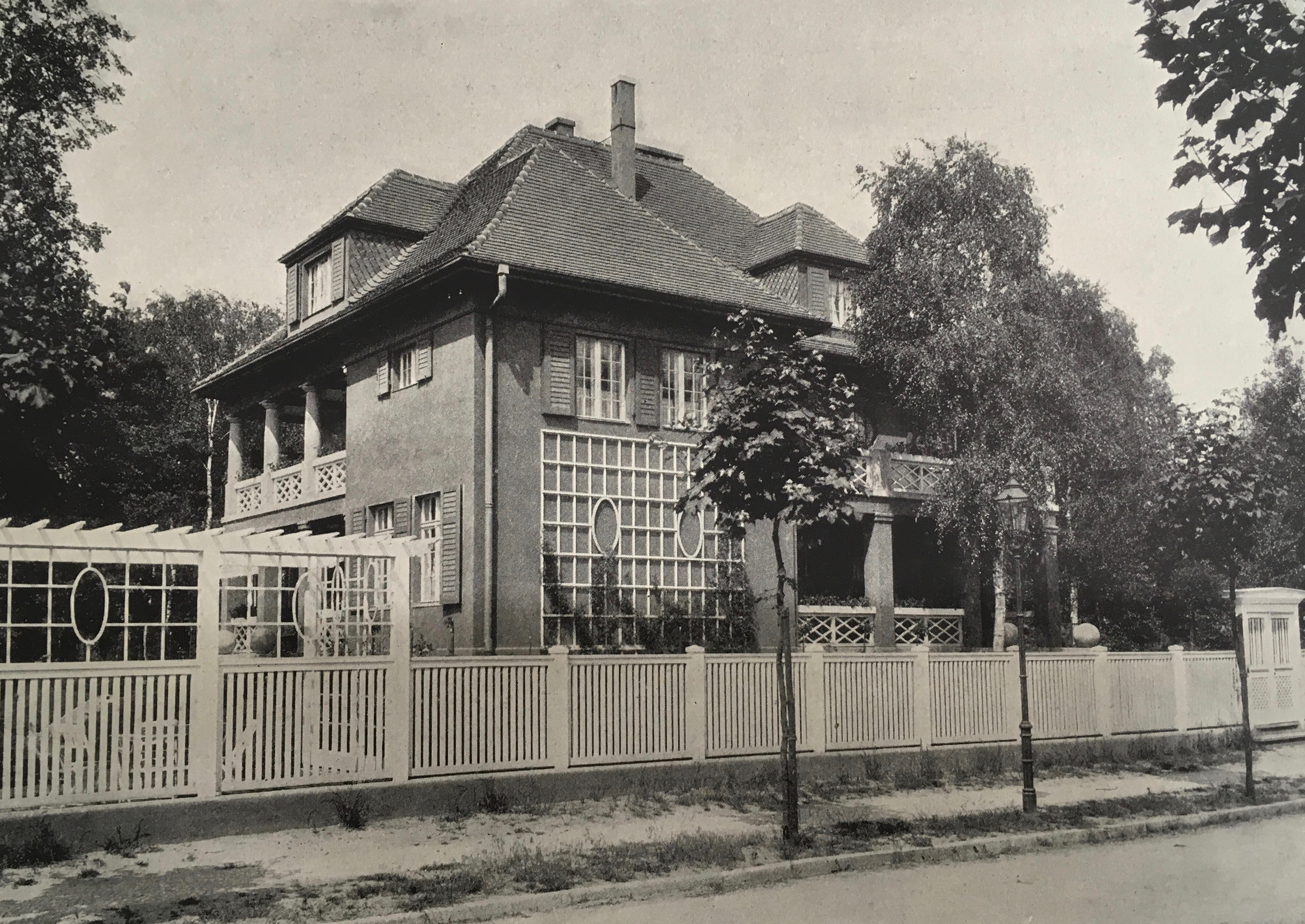
Die Villa der Familie Heinrich Braun und Lily Braun in Kleinmachnow bei Berlin, Baujahr 1909

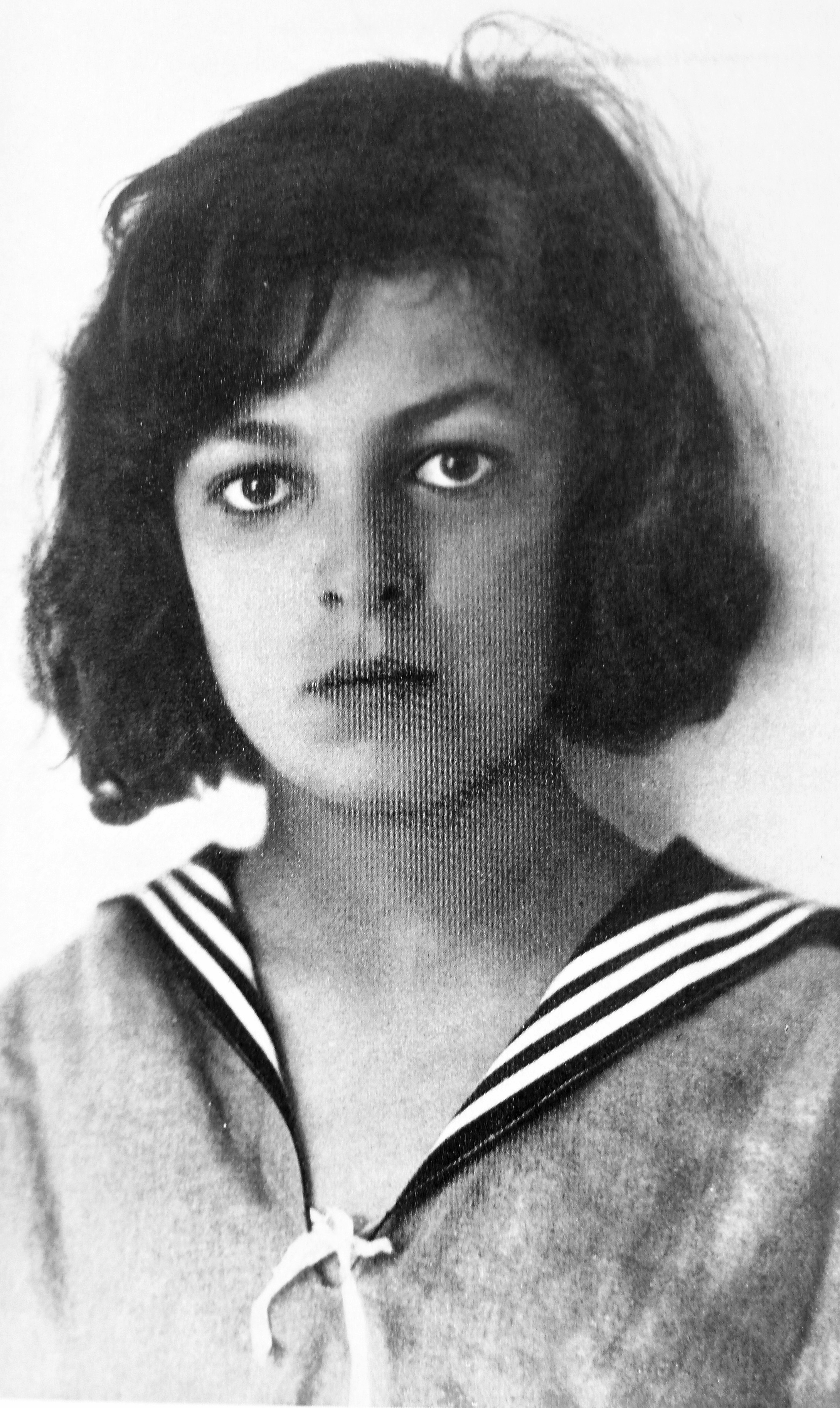
Otto Braun im Alter von 11 oder 12 Jahren, 1909

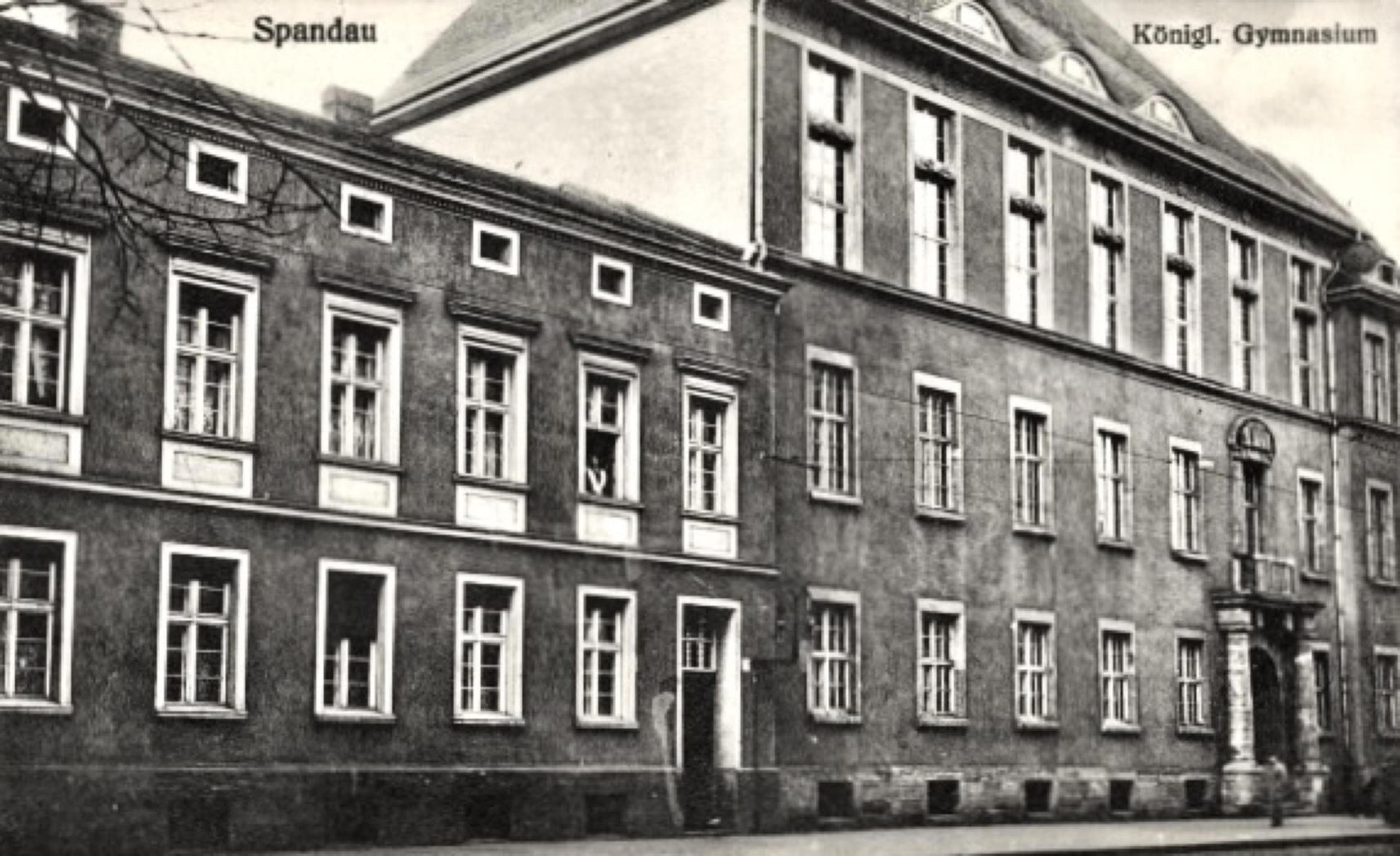
Königliches Gymnasium zu Spandau, um 1910

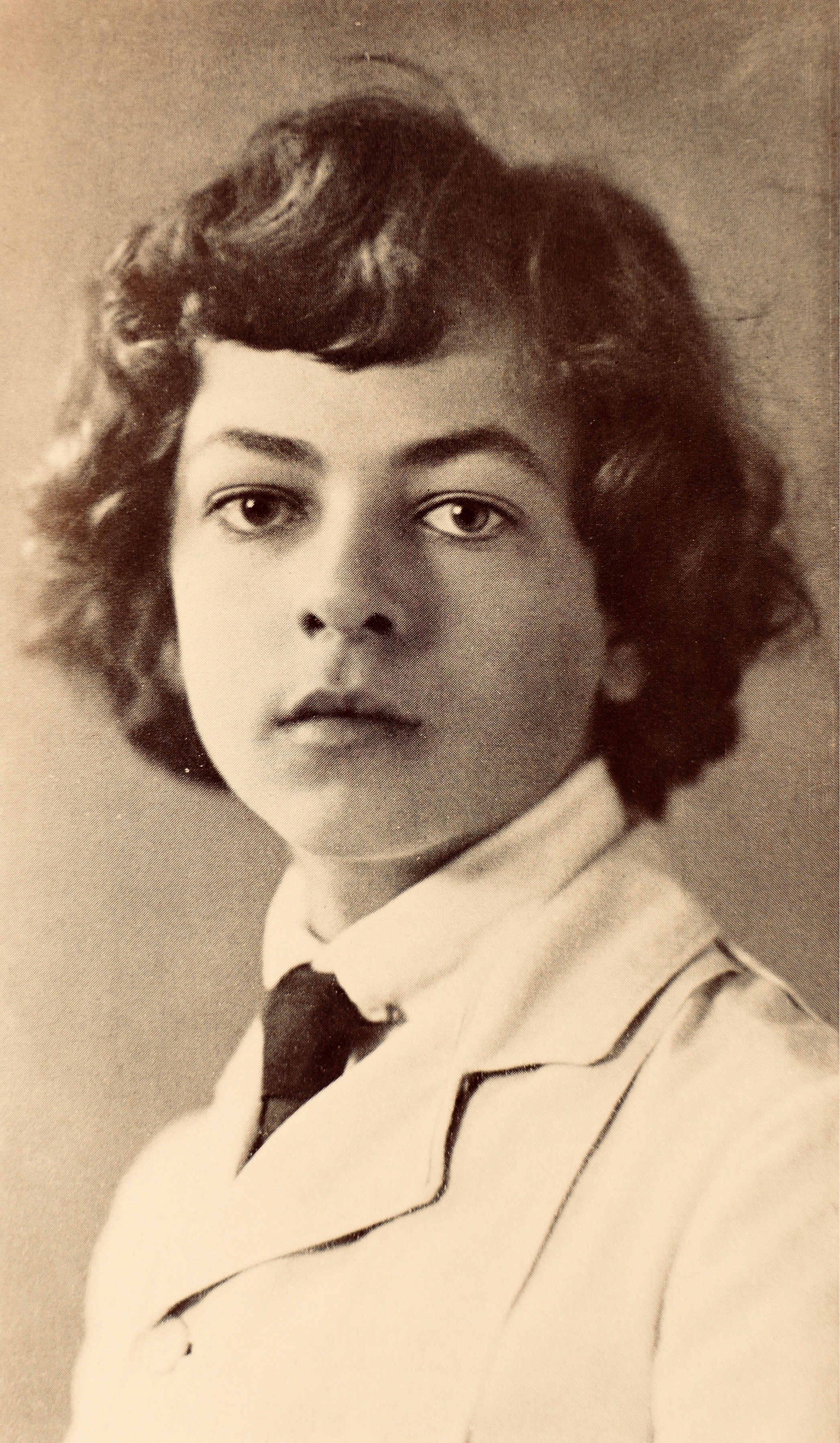
Otto Braun als 14- oder 15-Jähriger, 1912

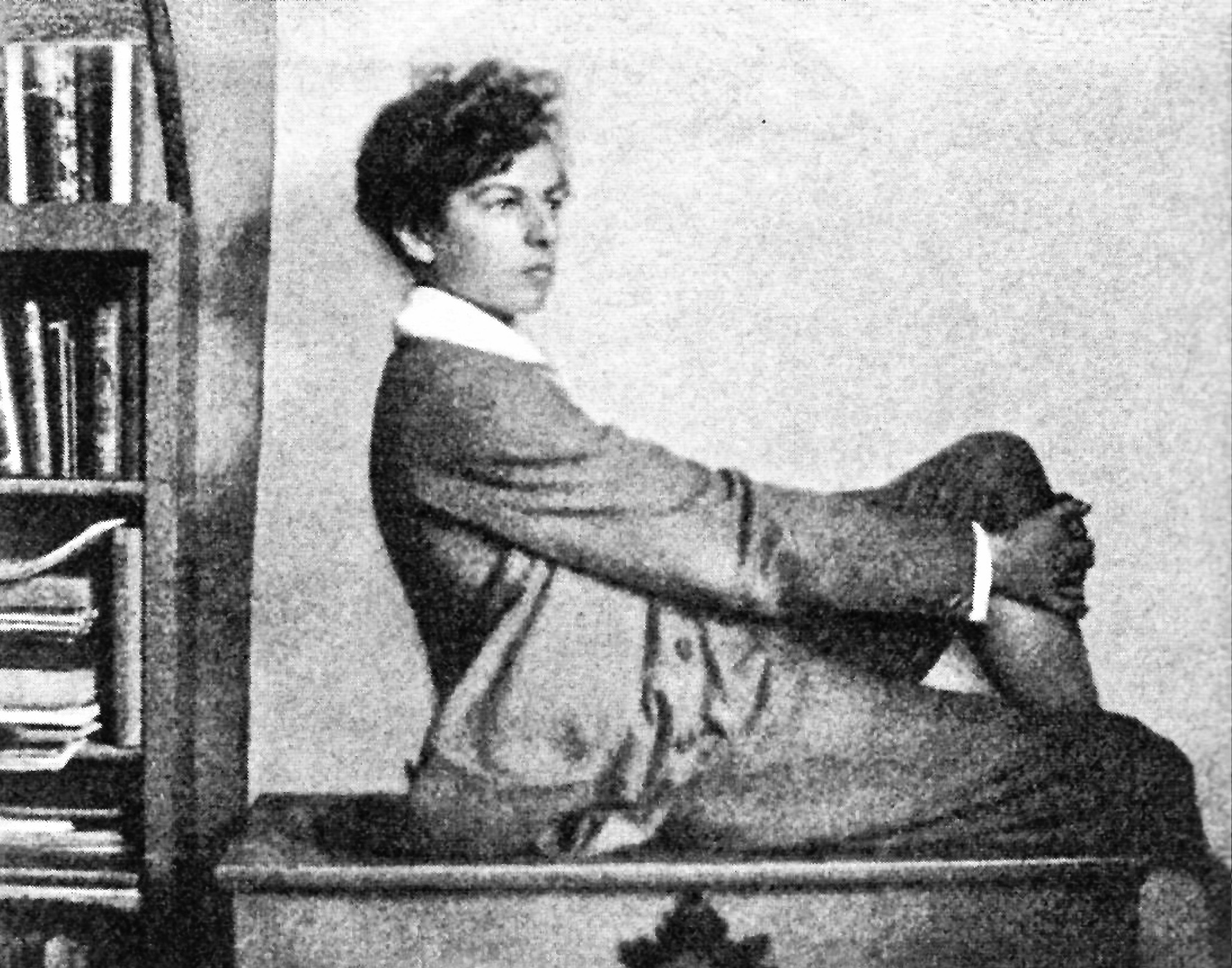
Otto Braun als 16- oder 17-Jähriger, 1914

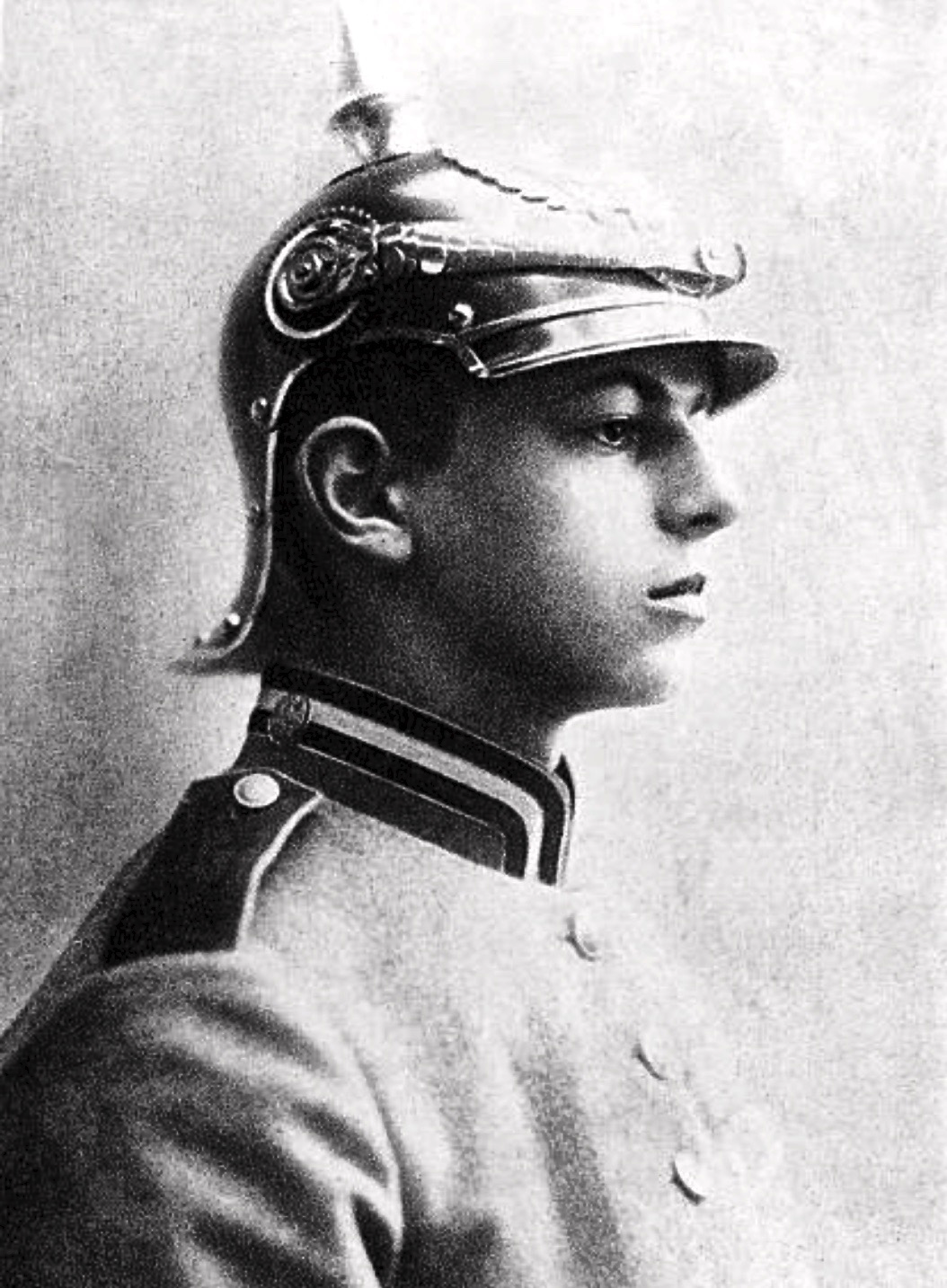
Otto Braun im Alter von 17 Jahren, 1914

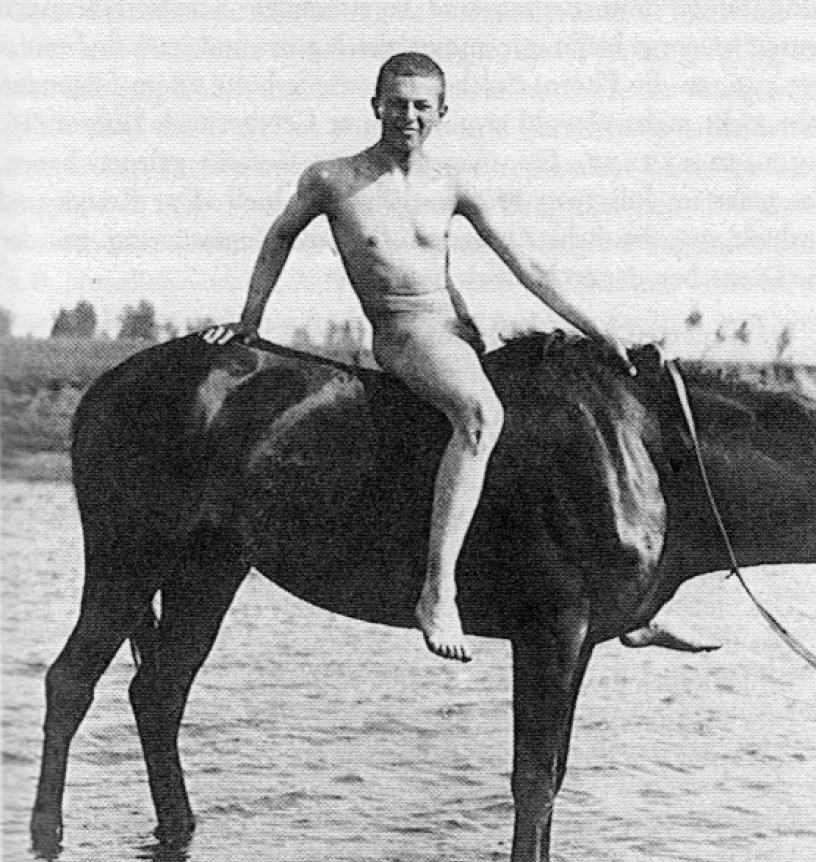
Der 17- oder 18-jährige Otto Braun als Fahnenjunker und Meldereiter in Polen, Sommer 1915 – Hier verfasste er sein Gedicht Nachmittag an der Bzura

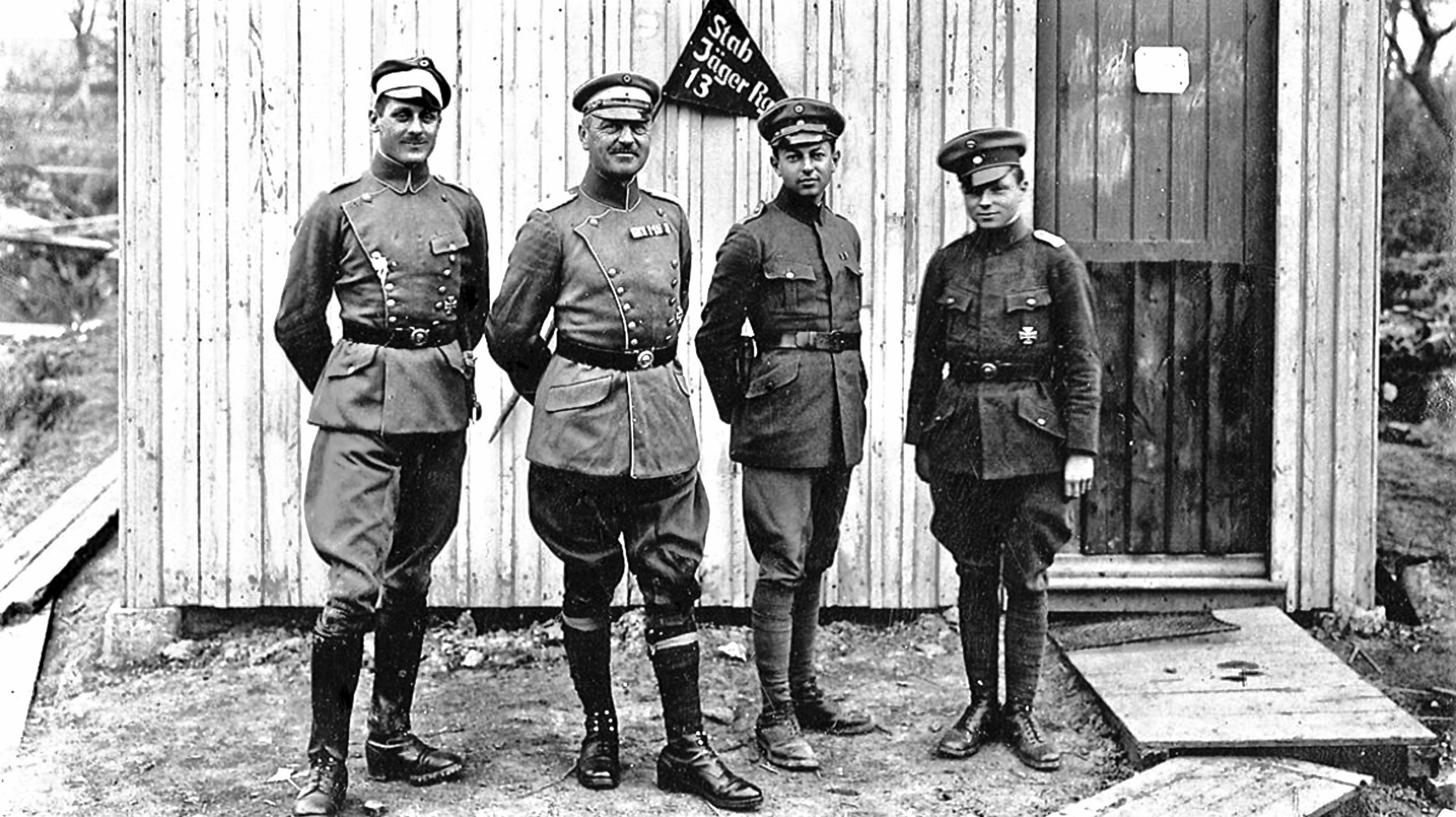
Dieses Foto soll eine Woche vor seinem Tod entstanden sein: Otto Braun als 20-jähriger Leutnant und Ordonnanzoffizier an der Somme, 3. von links, April 1918

Der einzige Sohn der Journalistin, Schriftstellerin und sozialdemokratischen Frauenrechtlerin Lily Braun und des sozialdemokratischen Politikers und Publizisten Heinrich Braun galt als „Wunderkind“ und verehrte den Dichter Stefan George. Er war sehr introvertiert und fiel schon als kleiner Junge durch seine außerordentliche Belesenheit auf. Dadurch erhielten erwachsene Zeitgenossen den Eindruck einer „anmaßenden Altklugheit“. Er litt an Gemütsschwankungen, isolierte sich von seinen Mitschülern und flüchtete sich in die Einsamkeit, wo er neben Phantasien auch Gedichte entwickelte.
Nach initialem Schulbesuch in Berlin besuchte er von April 1907 bis Ende September 1908 das reformpädagogische Landerziehungsheim Freie Schulgemeinde in Wickersdorf bei Saalfeld im Thüringer Wald, wo er sich mit seinem dreieinhalb Jahre älteren Mitschüler Otto Gründler anfreundete. Während dieses Internatsaufenthalts geriet er in den schwelenden Konflikt zwischen Schulleiter Paul Geheeb und dem Spiritus rector des Landschulheims, Gustav Wyneken. Die deshalb entstehenden alltäglichen Spannungen machten dem Elfjährigen zu schaffen. Als er sich der Position Geheebs anschloss, wurde er von Wyneken als Gegner betrachtet und entsprechend behandelt. Am 6. Februar 1908 charakterisierte er Wyneken in einem Brief an seine Mutter als „Verkörperung aller Intrigen“. Außerdem berichtete er darüber, dass Wyneken sich bestimmte Favoriten unter den männlichen Schülern auswähle, die er bevorzuge.
Im Nachlass von Gustav Wyneken im Archiv der deutschen Jugendbewegung fand sich später ein Exemplar der 1919 veröffentlichten nachgelassenen lyrischen Werke und Tagebücher Otto Brauns. Darin kommentierte Wyneken handschriftlich: „Es ist bezeichnend, dass von diesem Buch soviel Aufhebens gemacht wird, es eignet sich vorzüglich zu einem Exemplum der Mittelmäßigkeit… Man schlage beliebige Seite auf! G. W.“
Unerträglich erschien Braun während der Internatszeit der Mangel an Zeit und Ruhe für sein Selbststudium. Am 2. September 1908 schrieb er seiner Mutter: „Ich komme eben in keine gute Stimmung, denn nur durch Versenken in mich oder Dich kann sie herbeigeführt werden. Dazu ist aber keine Zeit. […] Jetzt habe ich ein ganz sonderbares Gefühl, das ich noch nie hatte. Ich fühle mich in Wickersdorf nicht zuhause. Das schwöre ich Dir, bei allem, was uns heilig ist, bei allem Schönen und Gutem, bei allem Wahren in der Welt, daß dies Gefühl nicht gemacht ist, weil ich etwa gerne nach Berlin wollte. Ich habe es, da ist nun nicht zu helfen. Es ist natürlich hauptsächlich ein Gefühl, aber auch ein Vernunftgrund ist dabei: W. [Wyneken] hat vorgestern am Stiftungsfest eine Rede über die Wickersdorfer Weltanschauung gehalten. Etwas hat sich verändert, entweder habe ich mich verändert oder die anderen; ich glaube, ich habe mich verändert. […] Und noch das: meinen Willen und meinen Charakter kann ich hier nicht stärken“.
Noch im selben Monat unternahm er einen Fluchtversuch aus dem Internat, der jedoch bereits am Bahnhof in Saalfeld endete. Dieses Alarmsignal erreichte seine Eltern, die ihn daraufhin erlösten und von der Freien Schulgemeinde abmeldeten. Lily Braun holte ihren Sohn persönlich von dort ab. In Spandau bei Berlin besuchte er zunächst das Königliche Gymnasium, bevor er schließlich von Hauslehrern unterrichtet wurde.
Seine Eltern und Lehrer hielten ihn für hochbegabt. Deshalb beantragte der promovierte und habilitierte Joseph Petzoldt, Oberlehrer am Königlichen Gymnasium zu Spandau und Privatdozent an der Technischen Hochschule Charlottenburg, Verfasser der Schrift Sonderschulen für hervorragend Befähigte, am 8. Dezember 1909 beim Königlichen Ministerium für geistliche, Unterrichts- und Medizinal-Angelegenheiten vom Unterrichtsdienst teilweise befreit und mit dem Privatunterricht des damals zwölfjährigen Schülers betraut zu werden. Petzoldt habe sich durch mehrstündige Gespräche und genaues Lesen mehrerer Arbeiten Brauns persönlich davon überzeugt, „[…] daß seine Begabung in keiner Hinsicht überschätzt wurde, ja daß sie ganz erstaunlich und wunderbar ist.“ Er berichtete, dass Otto Braun bereits Mittelhochdeutsch gelernt habe, um die germanischen Heldenlieder im Original lesen zu können, und um der Vorsokratiker willen Griechisch. Der Antrag Petzoldts traf auf behördliches Unverständnis und wurde am 17. März 1910 abgelehnt.
Schon als Kind verkehrte Otto Braun im Hause der Kunstmalerin und Salonnière Sabine Lepsius und deren Ehemanns, des impressionistischen Porträtmalers Reinhold Lepsius, wodurch er Zugang zum Berliner George-Kreis erhielt. Beide waren ebenso wie seine Mutter Lily mit Käthe Kollwitz befreundet. Lily Braun tauschte sich mit Käthe Kollwitz über den eigenen und deren zwei Söhne Hans und Peter aus. Zusammen mit dem gleichaltrigen Stefan Lepsius (1897–1917), der seinen Vornamen der Verehrung Stefan Georges verdankte, wurde er durch Herman Schmalenbach privat unterrichtet. Im Juli 1914 erhielt er in Heidelberg Kontakt mit dem Soziologen und Nationalökonomen Alfred Weber und dessen Schülern, außerdem zu der Nationalökonomin und Schriftstellerin Elisabeth Salomon, der späteren Ehefrau von Friedrich Gundolf.
Nachdem am 1. August 1914 die Kriegserklärung des Deutschen Kaiserreiches erfolgt war, meldete er sich als 17-Jähriger im September 1914 als Kriegsfreiwilliger. Als Meldereiter bei der Ersatz-Eskadron des Jäger-Regiments zu Pferde Nr. 4, das dem XVII. Armeekorps der 8. Armee unterstellt war, wurde der Fahnenjunker zunächst an der Ostfront in Polen eingesetzt. Dort schrieb er 1915 im Schützengraben in sein Tagebuch: „Es ist eben so wunderbar schön, schön, schön, trotz des Grauenhaften, was ich gerade hier sah“. Das drei Mal wiederholte Adjektiv „schön“ unterstrich er jeweils. Am 5. August 1915 schrieb er seinen Eltern in einem Feldpostbrief: „Um acht Uhr sind wir mit der Division in Warschau eingerückt. Es war ein Rausch, der nicht zu sagen ist“. Am 13. August 1915 berichtete er seinen Eltern: „Was ich in dieser kurzen Zeit wirklichen Krieges alles hinzugewonnen habe an Erfahrung in jeder Hinsicht! Ich bemerke, daß man gewisse wichtige Seiten des Menschen jedenfalls augenfällig nur im Feuer erkennt, da fällt vieles ab, und Sonderbares steigt auf“. Später war er auch an der Front in Italien und im Elsass eingesetzt.
Nach einer schweren Verwundung am Arm 1916 war er für rund ein Jahr in der Militärstelle des Auswärtigen Amtes tätig. Nebenbei besuchte er in Döberitz einen Offizierslehrgang. Während dieser Zeit hatte Braun Kontakt mit den Autoren Rudolf Borchardt und Friedrich Gundolf. Borchardt geriet in der Folge zu Brauns Mentor, dem er auch seine frühen literarischen Arbeiten zur Durchsicht und Einschätzung vorlegte. Braun verliebte sich einseitig in die Berliner Tänzerin und Schauspielerin Katta Stern, eine Nichte von Käthe Kollwitz, aber Borchardt gelang es schließlich während eines hitzig verlaufenen Gesprächs, Braun von dieser wenig Erfolg versprechenden Liebelei abzubringen, denn diese war mit Ernst Mátray liiert.
Vom 13. November bis 12. Dezember 1917 war Otto Braun auf Vermittlung von Oberstleutnant Herwarth von Bittenfeld im Lazarett in Schloss Neubeuern untergebracht, wo er sich in das Gästebuch eintrug, das erhalten ist. Dort traf er vom 13. bis 16. November 1917 zufällig auf Hélène Johanna Rosina „Puppie“ van de Velde (1899–1935), die Tochter des in Weimar ansässigen belgischen Architekten und Designers Henry van de Velde. Diese war rund zehn Jahre zuvor seine Mitschülerin in der Freien Schulgemeinde Wickersdorf. Als er dann im Schloss auf Karin (1898–1920) traf, die in ihrer eigenen Familie als seelisch instabil geltende Tochter des Kunsthistorikers und Unternehmers Eberhard von Bodenhausen, war er von dieser beeindruckt und verliebte sich. Deren Vater war der Schwager der Schlossherrin Julie Freifrau von Wendelstadt (1871–1942), geborene Gräfin Degenfeld-Schonburg. Um Karin nahe seiner Familie zu wissen, versuchte er, sie über seinen Vater als Krankenschwester in das Oskar-Helene-Heim nach Dahlem bei Berlin zu vermitteln. Im Dezember 1917 musste er jedoch erkennen, dass Karin von Bodenhausen nur mit ihm gespielt hatte, und beschrieb dies ernüchtert in einem zweistrophigen Gedicht.
Ende 1917, nach erneuter Erklärung seiner Kriegsverwendungsfähigkeit, die angesichts der Schwere seiner Verwundung aus heutiger medizinischer Sicht kaum nachvollziehbar ist, wurde er ab Februar 1918 an der Westfront eingesetzt, wo er als 20-jähriger Leutnant und Ordonnanzoffizier zusammen mit fünf Kameraden seiner 1. Kompanie des Reserve-Jäger-Bataillons Nr. 21 in einem Unterstand fiel, als dieser von einer Granate getroffen wurde.

## Nekrolog

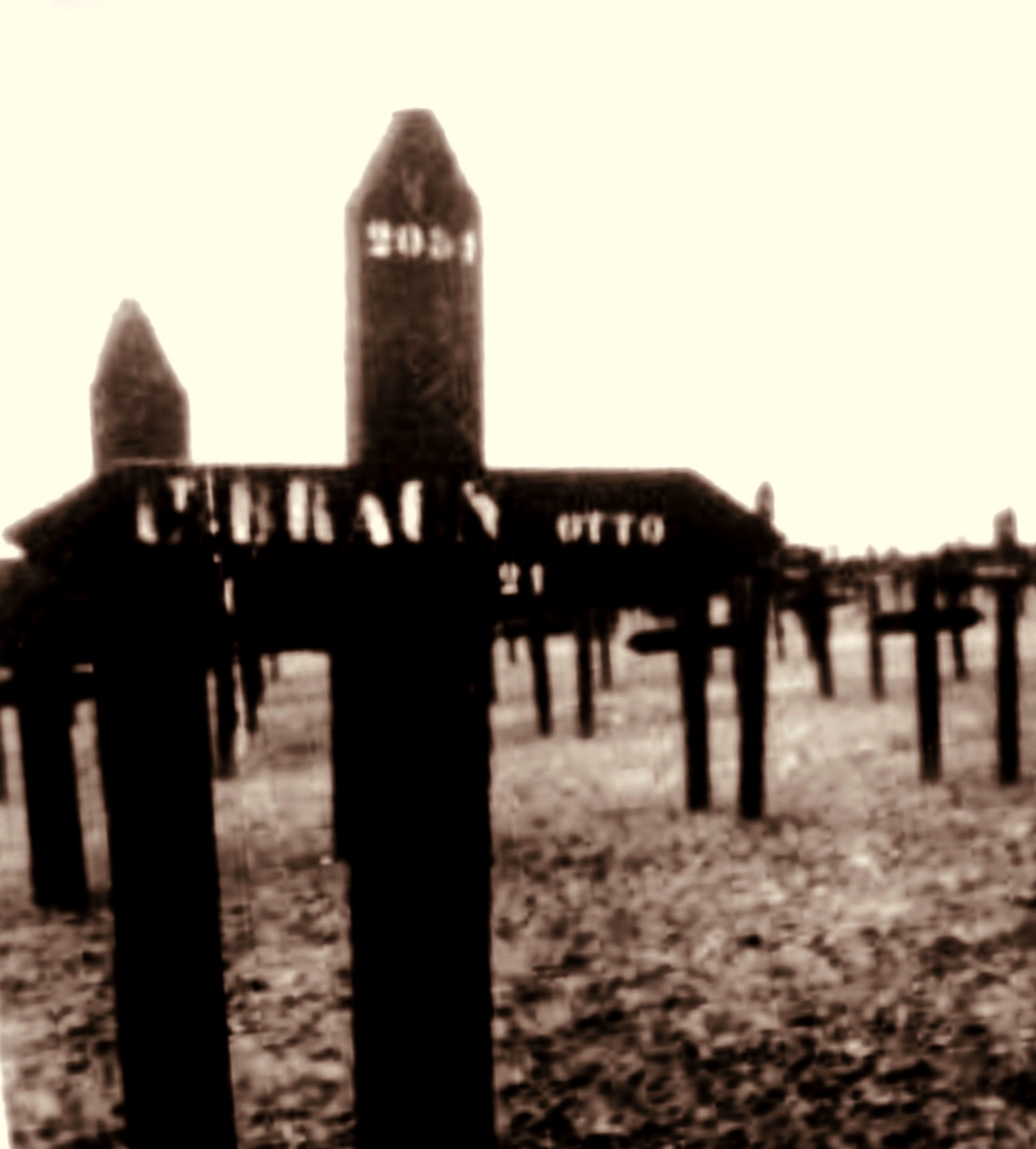
Grabkreuz auf dem Soldatenfriedhof Bayonvillers im Département Somme, Frankreich

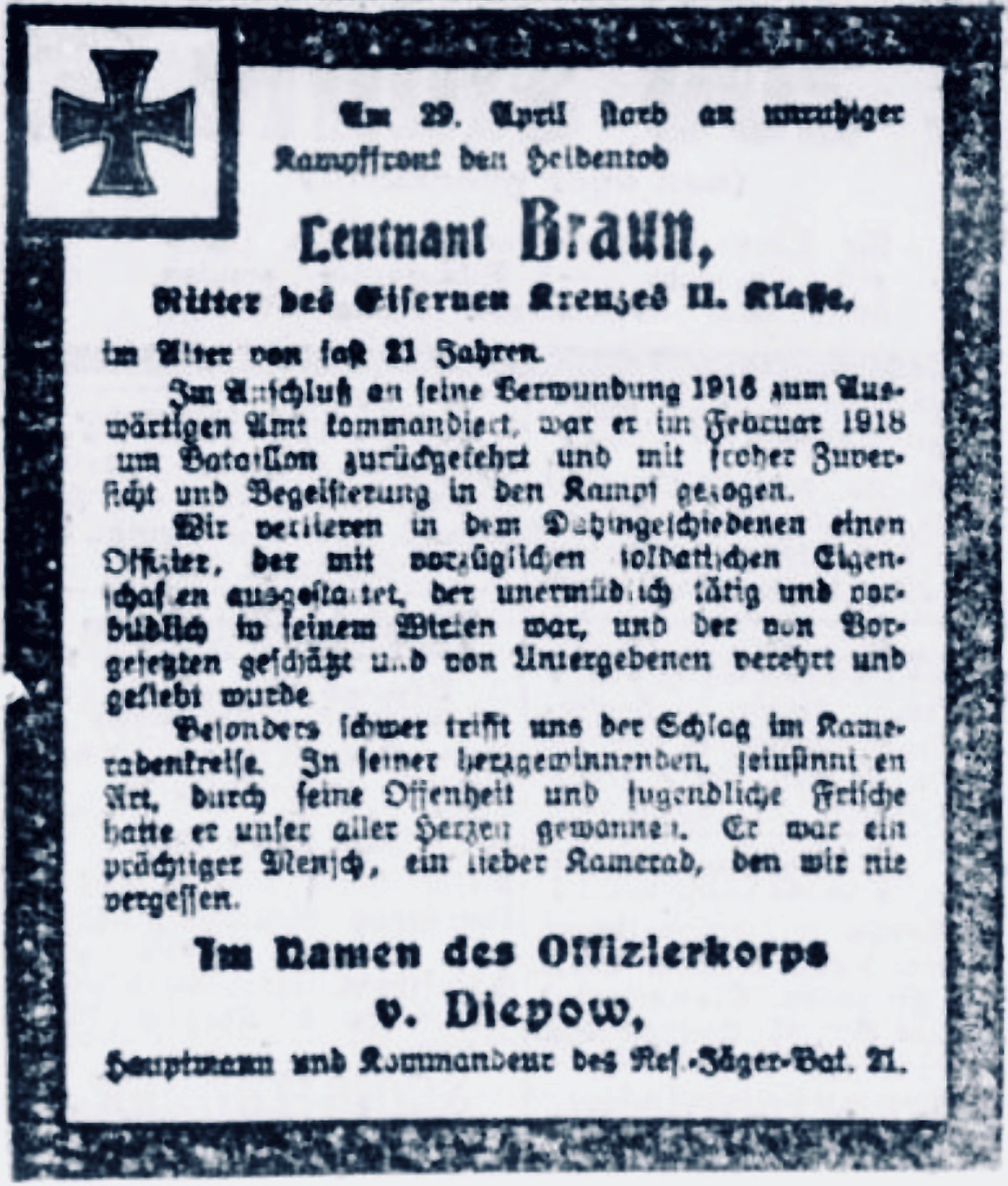
Todesanzeige seines Bataillons vom Mai 1918

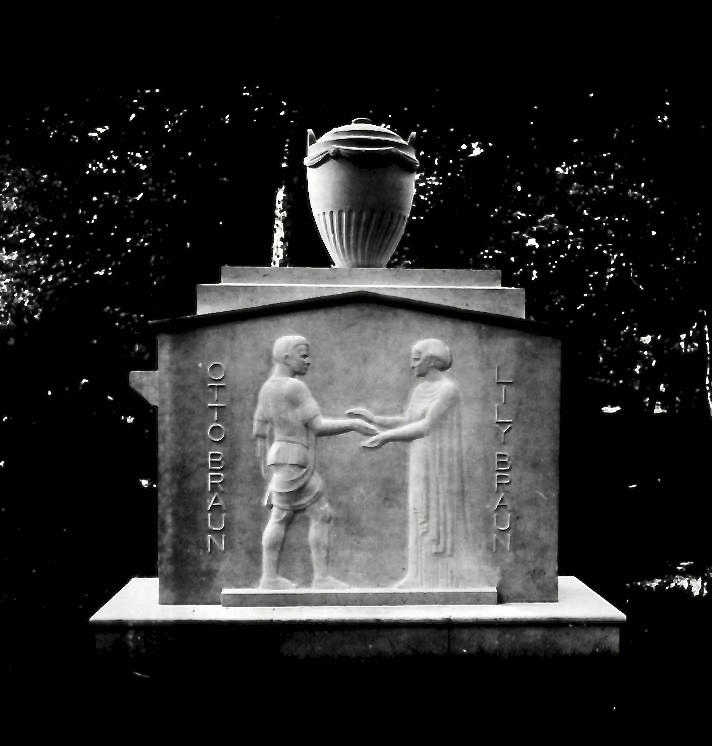
Grabmonument für Otto und Lily Braun im Erlenweg in Kleinmachnow

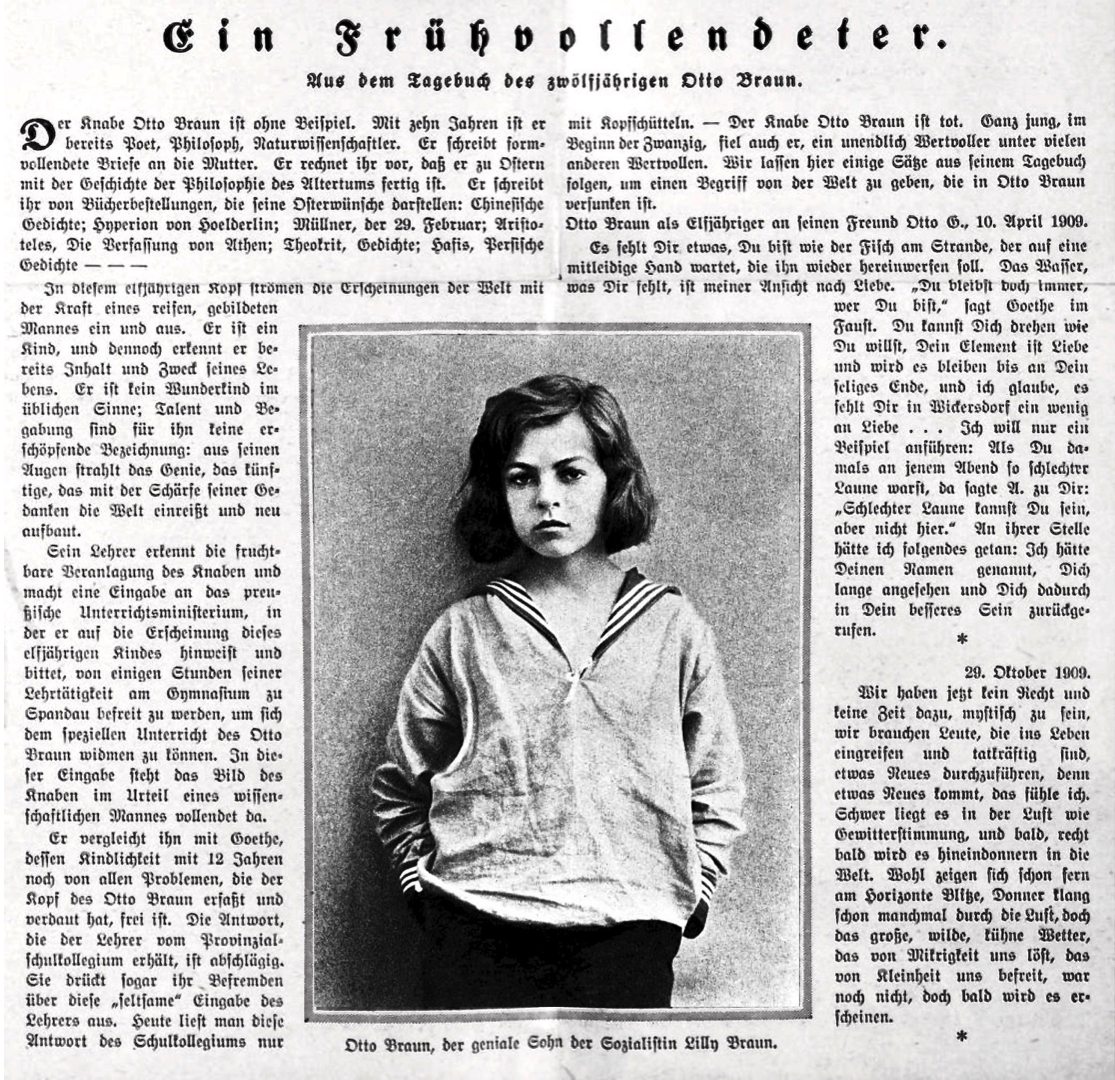
Zeitungsartikel über Otto Braun, ca. 1919

Otto Braun wurde auf dem deutschen Soldatenfriedhof bei Bayonvillers im Département Somme beigesetzt, später jedoch umgebettet. Seitdem ruht er an der Seite seiner Mutter Lily. Das Grab wurde auf dem ehemaligen Anwesen seiner Familie im Erlenweg 29 in Kleinmachnow bei Berlin eingerichtet. Da das früher ausgedehnte Grundstück seitdem parzelliert wurde, befinden sich Grab und Grabmonument heute auf dem Nachbargrundstück Klausener Straße 22 der erhaltenen und inzwischen restaurierten Braun-Villa.
Otto Brauns ehemaliger Mathematiklehrer Kaempf widmete ihm einen Nachruf: „Otto Braun lenkte schon in frühester Jugend durch seltene Begabung und einen erstaunlich vielseitig interessierten Geist die Aufmerksamkeit weiter Kreise auf sich. Die frische Natürlichkeit und jugendliche Fröhlichkeit seiner Veranlagung ließen das Herankeimen einer geistig hochentwickelten harmonischen Persönlichkeit erwarten. Wie ihn hat man sich wohl den Knaben Goethe zu denken.“
Nach dem bekanntgewordenen Tod Brauns schrieb der österreichische Schriftsteller Hugo von Hofmannsthal: „Berlin, 11. V. 18. Als ich den Brief zumache, kommt noch Telephon von [Rudolf] Borchardt: der junge Braun gefallen. Es ist schon grauenhaft, diese Opfer an allerhöchsten Blüten unseres Geisteslebens, grauenhaft, grauenhaft, ich bin ganz umgeworfen durch den Tod dieses Menschen, zu dem man ohne ihn zu kennen so viel Bezug hat und der sich solch fabelhafte, fabelhafte Briefe schrieb. Grauenhaft, grauenhaft…“
Unter dem Titel Aus nachgelassenen Schriften eines Frühvollendeten gab die spätere vierte Ehefrau seines Vaters, Julie Braun-Vogelstein, nach Kriegsende Tagebuchnotizen, Briefe, Gedichte und Szenen Otto Brauns heraus, die auch in englischer Sprache in London und New York City erschienen sind. 1969 veröffentlichte Braun-Vogelstein auch das Buch Fragment der Zukunft. Aufzeichnungen eines Frühvollendeten mit weiteren Tagebuchnotizen und Briefen.

## Werke
- Gedichte
- Eros und Psyche – fünf Szenen
- Sigurd vom Walde (unveröffentlichtes Romanfragment)

## Literatur

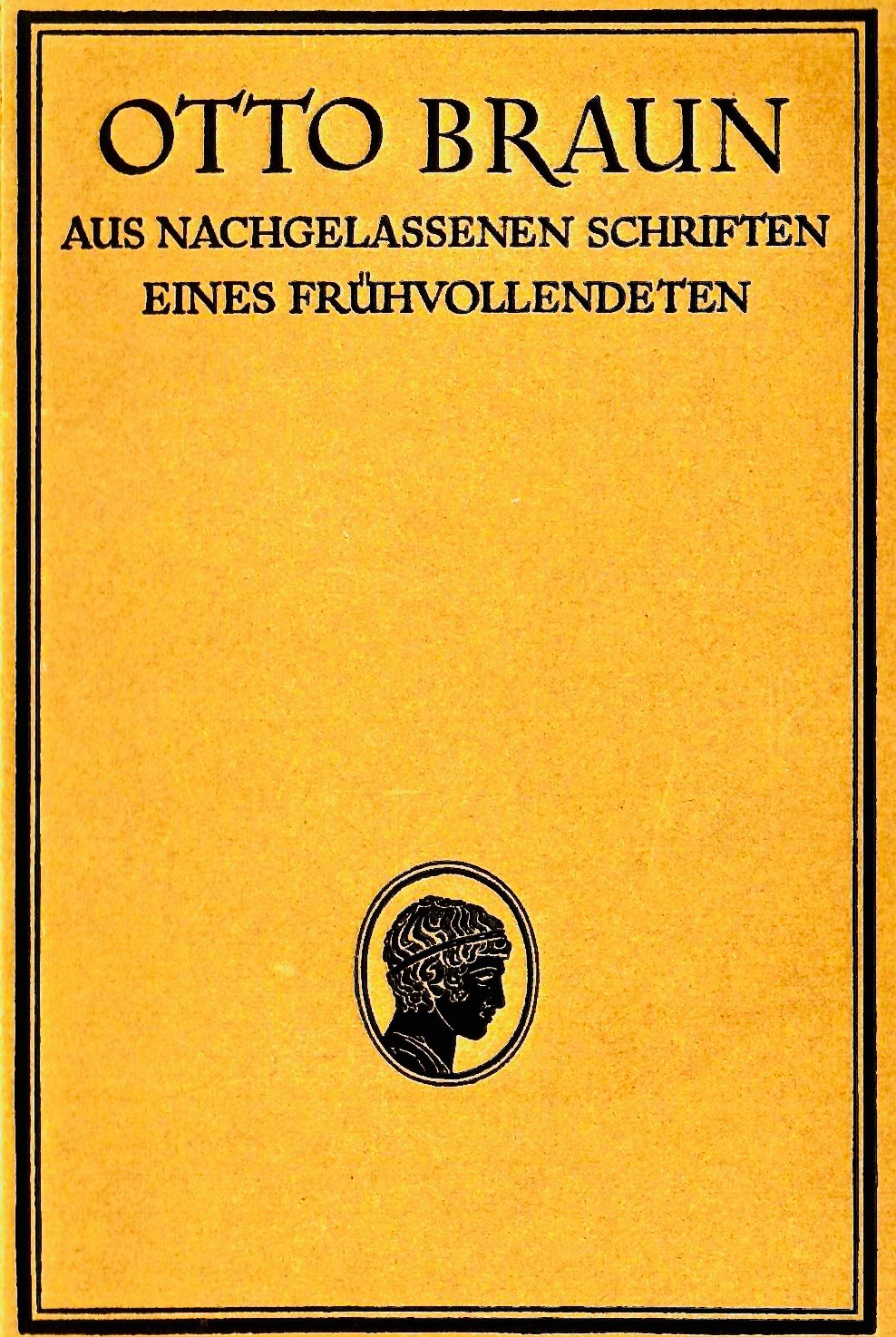
Buchdeckel, 1921

## Ausstellung
- Ausstellung zu Otto Braun, 6. Oktober 2018 bis 12. April 2019 in Schloss Neubeuern; Infoblatt (PDF-Datei; 7,1 MB)